# Nulsomspel

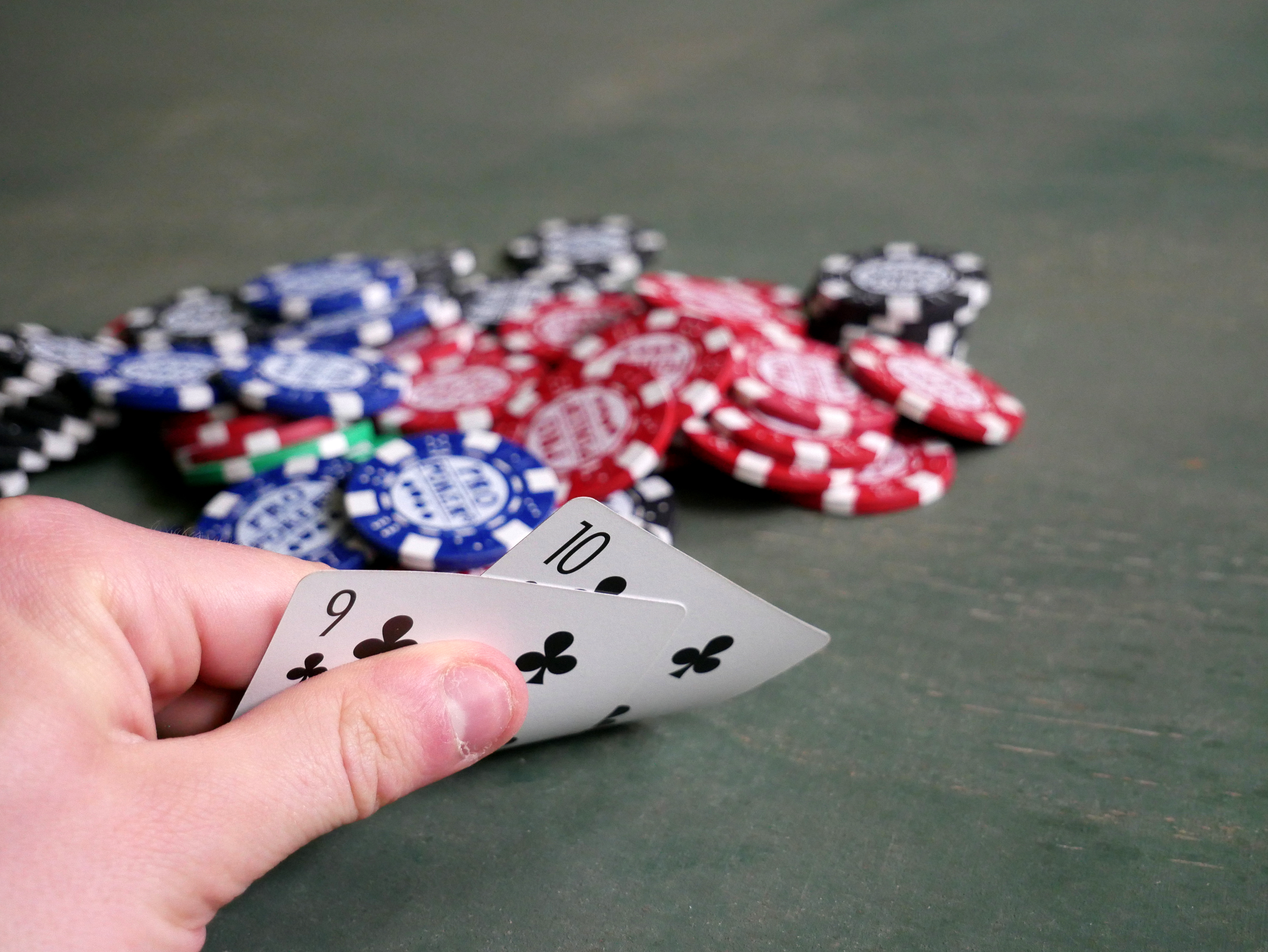
Poker is een nulsomspel omdat de prijzenpot bestaat uit de inleg van de verschillende spelers. De winst van de ene speler is direct het gevolg van een verlies van een andere speler

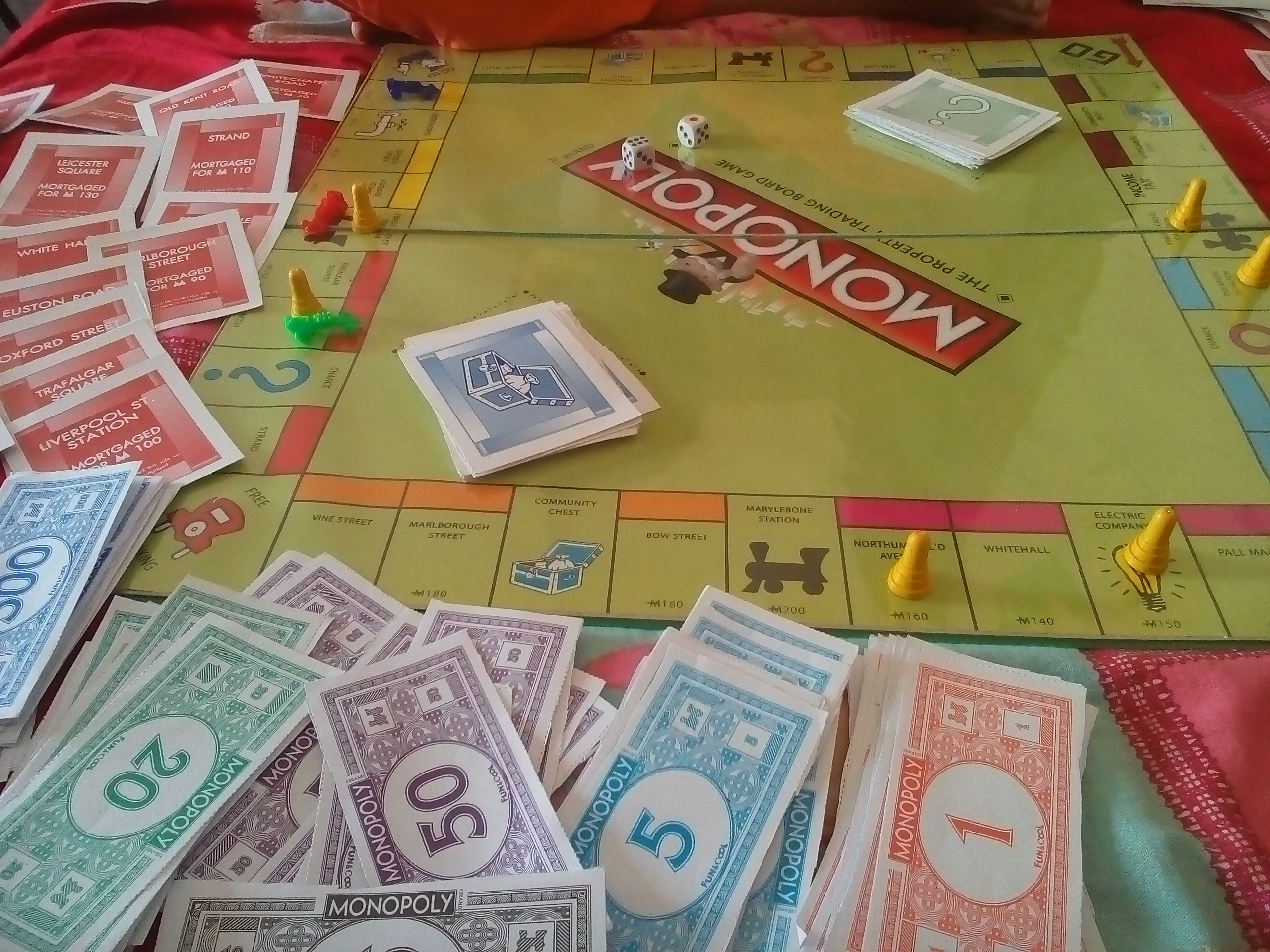
Monopoly daarentegen is geen nulsomspel. Door de tussenkomst van de bank, is de winst van een speler niet noodzakelijk het gevolg van het verlies van een andere speler

Een nulsomspel (Engels: zero-sum game), is een situatie waarbij een voordeel voor de ene partij noodzakelijk moet leiden tot een even groot nadeel voor een of meer andere partijen. Dit principe is gebaseerd op de uit de wiskunde en economie stammende speltheorie, die over het nemen van beslissingen rond winst en verlies gaat. De opbrengst (uitkomst) van het "spel" heeft een constante waarde; de som van winst en verlies is nul. Als een speler wint, moeten de andere spelers evenveel verliezen: er is maar één buit te verdelen.
In de economie worden bepaalde financiële producten als een nulsomspel beschouwd, terwijl investeringen op de langere termijn (zoals aandelen) niet als zero-sum beschouwd worden, omdat er welvaart gecreëerd wordt is de som groter dan nul. Bovendien worden de transactiekosten buiten beschouwing gelaten.
In de politiek en bij onderhandelingen is er sprake van een 'zero-sum game' wanneer de partijen lijnrecht tegenover elkaar staan en de winnende partij de inzet wint ten koste van de verliezende partij. De eerste krijgt zijn zin en de verliezer haalt bakzeil. Dit is bijvoorbeeld het geval bij de benoeming van een president of de verkoop van een kernreactor: deze fenomenen blijken in de praktijk ondeelbaar te zijn.
Als strategie staat het nulsomspel tegenover een win-winsituatie, waarbij alle partijen winnen.

## Strategie
In de speltheorie is het bekend dat er voor elk nulsomspel voor twee spelers een ideale strategie bestaat - een strategie, zodanig dat afwijken van de strategie voor geen van beide spelers voordelig is. Dit kan wel een zogenaamde gemengde strategie zijn, waarbij bijvoorbeeld met kans 50% keuze A en met kans 50% keuze B moet worden gemaakt. Bijvoorbeeld bij het bekende spelletje steen, papier, schaar is de ideale strategie om elk van de 3 mogelijkheden met kans 1/3 te kiezen.

## In spellen
Klassieke bordspellen zijn veelal nulsomspellen. Sprekende voorbeelden zijn go, dammen en schaken. Met genormaliseerde scores (+½, 0 en -½ bij winst, remise en verlies) is het totaal over alle spelers nul. Ook poker en loterijen hebben voor de spelers onderling een nulsom als de prijzenpot vaststaat. Als de spelers echter kosten maken, zoals reis- en verblijfkosten en inschrijvingskosten, heeft de keuze tussen meedoen of niet meedoen geen nulsom.
De uitkomst bij spelen volgens de ideale strategie ligt voor ieder spel vast. In de voorbeelden is het verlies en winst, of remise, maar ook een spel waarbij twee of meer spelers samen honderd punten kunnen halen heeft na normalisatie een nulsom.

## In de financiële wereld
Het concept van nulsomspellen in financiële transacties is belangrijk. Investeren zelf wordt niet als zero-sum beschouwd. Die transacties worden gedaan op basis van toekomstige verwachtingen, en omdat verschillende partijen verschillende risicovoorkeuren hebben, kan een transactie voor beide partijen voordelig zijn. Ook investeringen op langere termijn (bijvoorbeeld aandelen) zijn geen zero-sum, omdat die kapitaalstromen productie mogelijk maken, die ook weer banen creëren en zo een breder positief effect veroorzaken.
Futures, opties en afgeleide financiële producten (zoals forex) leunen dicht aan bij een zero-sum game.

## Geen nulsom
Er zijn ook spelen waarbij het resultaat van een speler niet of niet volledig ten koste gaat van een ander. Afhankelijk van de regels kan de ander meer tegenspeler of meer medespeler zijn. Zo zijn er competitieve sporten die geen nulsom hebben, bijvoorbeeld bij het driepuntensysteem in het voetbal, waar het onderlinge resultaat in een dubbelrondige competitie in principe onderhandelbaar is: tweemaal remise geeft beide partijen twee punten, winst plus verlies levert drie punten. Ook het prisoner's dilemma is een bekend voorbeeld waarbij er geen sprake is van een nulsomspel.